# Місячна людина (фільм, 2022)
Місячна людина (Moon Man) — китайська науково-фантастична трагікомедія 2022 року, написана в співавторстві; режисер Чжан Чію. Фільм є адаптацією серії вебкоміксів південнокорейського ілюстратора Чо Сока «Moon You».

## Про фільм
Щоб захистити Землю від потоку астероїдів, 2033 року на Місяці було збудовано комплекс спеціальних споруд. Звичайний технік динаміки польоту Юе проґавив евакуацію персоналу. А коли частина захисту не спрацювала, і астероїди влаштували на Землі глобальний катаклізм, він став свідком загибелі планети.
Тепер Юе вважає себе останньою людиною у Всесвіті і не знає, що залишки цивілізації з допомогою вцілілого обладнання без можливості зворотного зв'язку спостерігають за ним у прямому етері.

## Знімались
| Актор       | Роль  |
| ----------- | ----- |
| Шен Тенг    | Юе    |
| Ма Лі       | Ма    |
| Хуан Цзитао | актор |